# Grynig skägglav
Grynig skägglav (Usnea lapponica) är en lavart som beskrevs av Vain. Grynig skägglav ingår i släktet Usnea och familjen Parmeliaceae.  Arten är reproducerande i Sverige. Inga underarter finns listade i Catalogue of Life.